# 貝索·伊旺尼克
貝索·伊旺尼克（英語：Basil Iwanyk，1970年1月4日—），美國男製片人，製片公司雷霆之路影業的創始人，該公司的知名作品如《怒戰天神》（2012年）、《捍衛任務》（2014年）、《怒火邊界》（2015年）和《荷魯斯之眼：王者爭霸》（2016年）。截至2018年，他的電影在全球市場上的收入超過20億美元。

## 個人生活
2017年6月，伊旺尼克將自己位於洛杉磯曼德維爾峽谷的1930年代蒙特雷殖民地豪宅以520萬美元的價格售出，這也是他首次以低於650萬美元的條約下出售。該豪宅是他在2007年秋季以低於500萬美元的價格買下，近半英畝。

## 外部連結
- 貝索·伊旺尼克在互联网电影资料库（IMDb）上的資料（英文）